# Arthur Mackley
Arthur Mackley est un acteur, réalisateur, scénariste et producteur britannique né le 3 juillet 1865 à Portsmouth (Angleterre), décédé le 21 décembre 1926 à Los Angeles (États-Unis).

## Biographie
Il fut surnommé « Shérif Mackley » pour avoir souvent incarné le rôle de shérif dans les westerns Essanay, au côté de Gilbert M. Anderson.

## Filmographie

### Comme acteur
- 1910 : The Masquerade Cop de Gilbert M. Anderson
- 1911 : Across the Plains
- 1911 : Alkali Ike's Auto
- 1912 : Broncho Billy and the Indian Maid de Broncho Billy Anderson
- 1919 : The Crow
- 1920 : The Sheriff's Oath
- 1921 : Devil Dog Dawson
- 1923 : Shootin' for Love

### Comme réalisateur
- 1912 : The Prospector